# Annual Review of Plant Biology
Annual Review of Plant Biology — рецензируемый научный журнал, публикуемый издательством Annual Reviews Inc. Впервые он был опубликован в 1950 году под названием Plant Physiology and Plant Molecular Biology. Главный редактор — Sabeeha Merchant (Калифорнийский университет).
Стандартное сокращение названия по ISO 4, используемое при цитировании журнала — Annu. Rev. Plant Biol.

## Цели и области знаний
В журнале освещаются разработки в области биологии растений, включая клеточную биологию, генетику, геномику, молекулярную биологию, дифференцировку клеток, тканей, акклиматизацию (включая адаптацию) и методы.

## Индексирование
Журнал индексируется следующими базами данных:
- Химическая Реферат Сервис
- MEDLINE / PubMed
- Индекс научного цитирования
- BIOSIS Превью
- входит в основное ядро Web of Science[7]

По данным Journal Citation Reports, в 2012 году импакт-фактор журнала составил 23.654.